# Саздо Иванов
Саздо Иванов Тричков е български учен, професор, последен ректор на Държавната политехника (1951 – 1953) и първи ректор на Машинно-електротехническия институт (1953 – 1960) в София.

## Образование
Завършва през 1924 г. Софийския университет „Климент Охридски“, специалност физика и математика. Специализира по полупроводници в Политехниката, Мюнхен (1937 – 1938).

## Преподавателска и научна дейност
- Гимназия, Трън: учител по физика (1924)
- СУ „Климент Охридски“: асистент (1927), доцент (1945), професор (1946)
- Държавна политехника и МЕИ: от 1946 г.
- Физически институт на БАН

Основни области на научна и преподавателска дейност: обща физика, физика на диелектриците и полупроводниците, квантови генератори, полупроводници-термистори.
Автор на над 150 публикации и на 11 учебника за висшето и средното образование, монографии (включително и в чужбина). Изобретения и рационализации с голям икономически ефект. Ръководи изработката на уреди за научни лаборатории.
Организатор на разработката (1954) на първия в България телевизионен предавател, с който през 1955 – 1959 г. се извършват опитни телевизионни излъчвания от МЕИ за столицата. Въз основа на тези разработки и изпитания през 1959 г. се създава самостоятелна организация за редовни телевизионни предавания, която е предшественик на днешната Българска национална телевизия (БНТ).
Един от създателите през 1968 г. на Международната лаборатория за силни магнитни полета и ниски температури във Вроцлав, Полша.
Награди: „Орден на труда“ сребърен (1951), орден „Червено знаме на труда“ (3 пъти), звание „Народен деятел на науката“ (1972), звание „Почетен ректор на ТУ – София“ (1995).

## Памет
На професор Саздо Иванов е наречена улица в квартал „Студентски град“ в София (Карта).

## Управленска дейност
Във висшето образование и науката:
- 1946 – 1950: ръководител на Катедра „Физика“, декан на Машинния факултет на Държавната политехника
- 1950 – 1951: заместник-ректор на Държавната политехника
- 1951 – 1953: ректор на Държавната политехника
- 1953 – 1960: ректор на Машинно-електротехническия институт, София
- 1953 – 1962: ръководител на Катедра „Физика“, ТУС
- 1962 – 1972: заместник-директор на Физическия институт на БАН